# 兰河乡
兰河乡，是中华人民共和国黑龙江省绥化市兰西县下辖的一个乡镇级行政单位。

## 行政区划
兰河乡下辖以下地区：
拥军村、红旗村、荷花村、爱民村、红卫村、长红村和红卜村。